# Peter Randall-Page

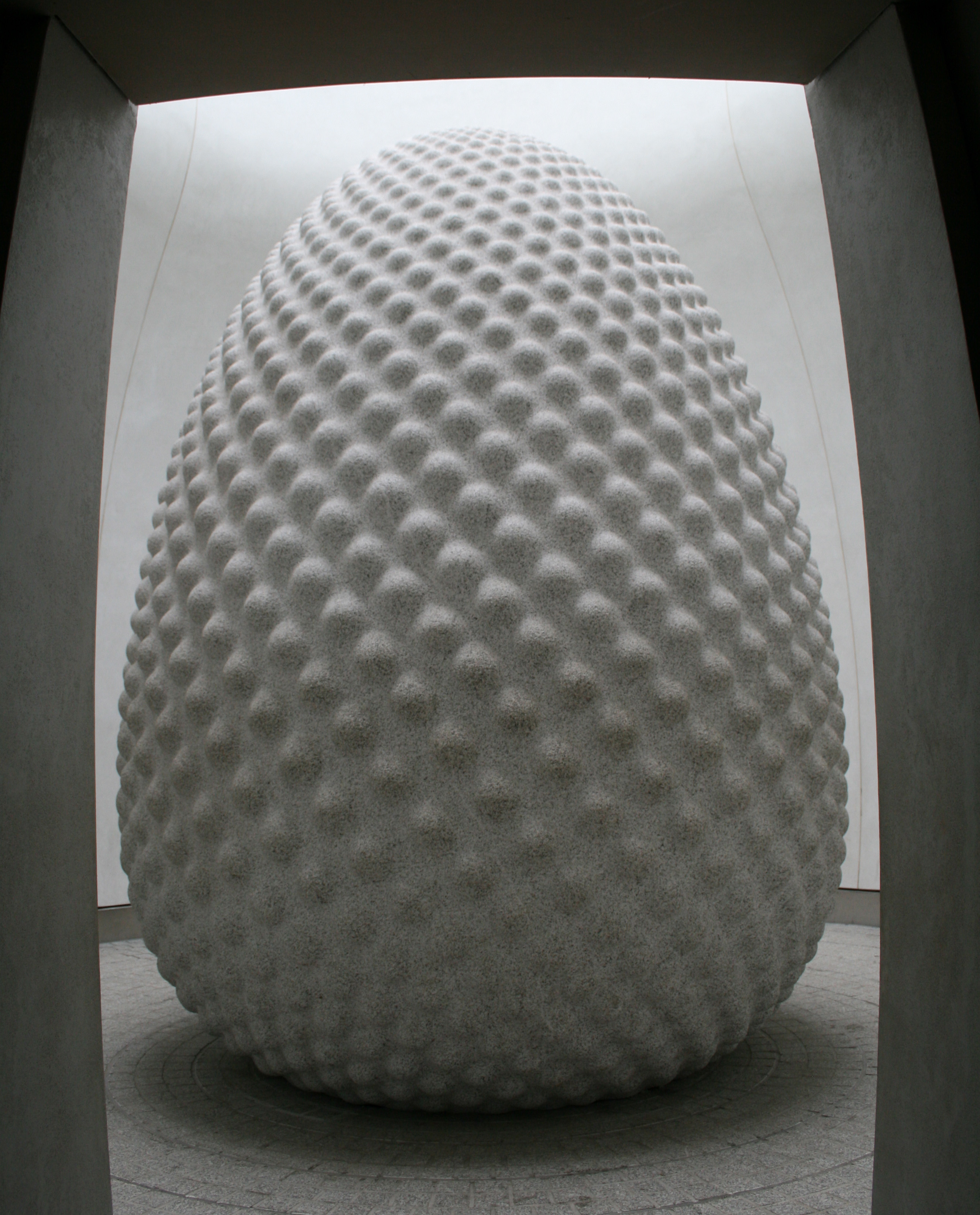
Saat (2007)

Peter Randall-Page (* 1954 in Essex, Großbritannien) ist ein britischer Bildhauer, Zeichner und Graphiker.

## Leben und Werk
Randall-Page studierte von 1973 bis 1977 an der Kunstakademie Bath in Bath. Nach seinem Studium ging er nach London und arbeitete ein Jahr im Atelier des Bildhauers Barry Flanagan. Im Jahre 1980 erhielt er ein Stipendium der Winston Churchill Memorial Travelling Fellowship, womit er die Chance hatte die Bearbeitung von Marmor in Italien zu studieren.
1987 zog er in die Stadt Devon, wo er als Steinbildhauer ständig lebt und arbeitet.
Im Jahre 1999 verlieh ihm die Universität von Plymouth die Ehrendoktorwürde für seine Verdienste um die Kunst.
Seine Arbeit war inspiriert vom Studium der organischen Formen und von subjektiven Gefühlsausbrüchen, was sich in seinem Skulpturen niederschlug. In seinen Worten: „Geometry is the theme on which nature plays her infinite variations, fundamental mathematical principle become a kind of pattern book from which nature constructs the most complex and sophisticated structures.“ (Geometrie ist das Thema mit dem die Natur in unterschiedlichen Variationen spielt, fundamentale mathematische Prinzipien werden eine Art Muster, die die Natur in den meisten komplexen und fortgeschrittensten Strukturen konstruiert.)

## Werk (Auswahl)
- 1988: Konus und Kegel, Skulpturenweg, Forest of Dean Sculpture Trail in Gloucestershire
- 1994: Neben den Stillen Wassern, Castle Park in Bristol
- 1995: Hundertjahr-Stein, Calfclose Bay in Keswick in (Cumbria)
- 1996: Körper und Seele, Hunter Square in Edinburgh
- 2000: Federsteine, Bildhauersymposion Oggelshausen in Oggelshausen (Deutschland)
- 2000: Innerer Zwang, Millennium Seed Bank in Wakehurst (Sussex)
- 2003: Ebbe und Flut, Newbury Lock in Newbury
- 2005: Jacobs Kissen, Darlington Hall in Devon
- 2006: Mind's Eye (Keramik), Cardiff University in Cardiff
- 2006: Geben und Nehmen, Newcastle upon Tyne
- 2006: Mohegan Memorial (Häuptling der Mohegan des Moheganstamms in Connecticut), Southwark Cathedral in Southwark
- 2007: Saat, Eden Project in Cornwall
- 2007: Zwischen den Linien, Fisher’s Square in Cambridge auf dem Cambridge Sculpture Trail 2
- 2008: Grüne Wut, Jerwood Sculpture Trail, Ragley Hall in Alcester (Warwickshire)

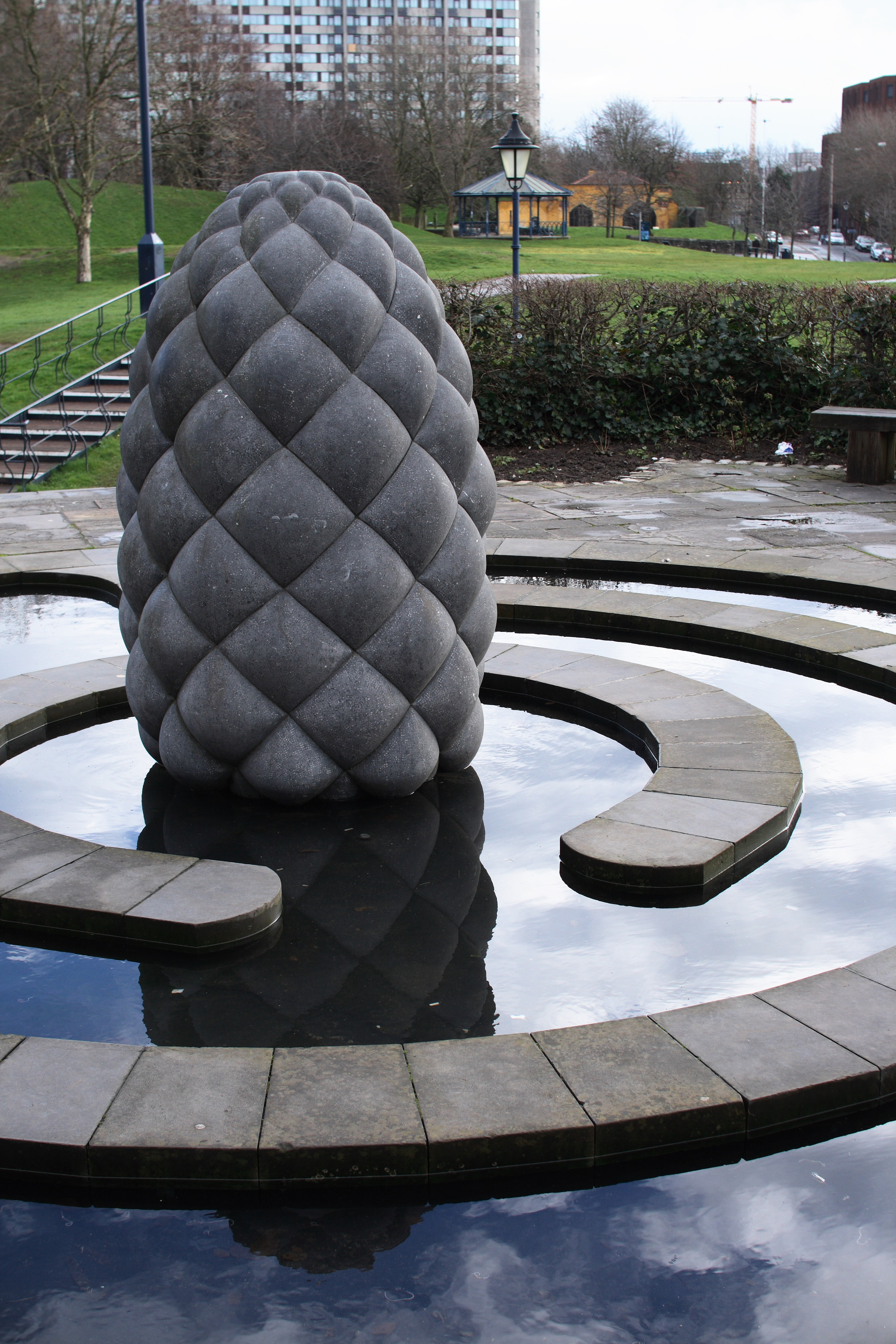
Neben den Stillen Wassern, Bristol
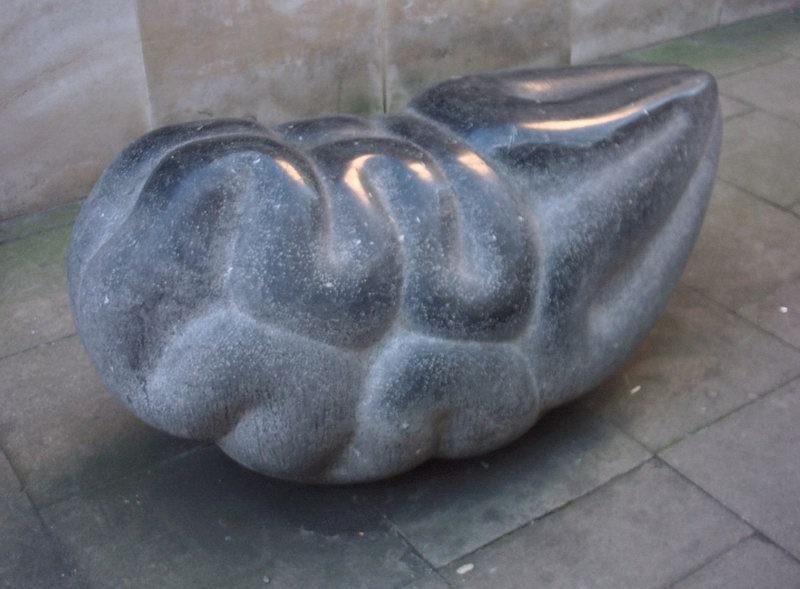
Unter der Haut, BUPA House, London
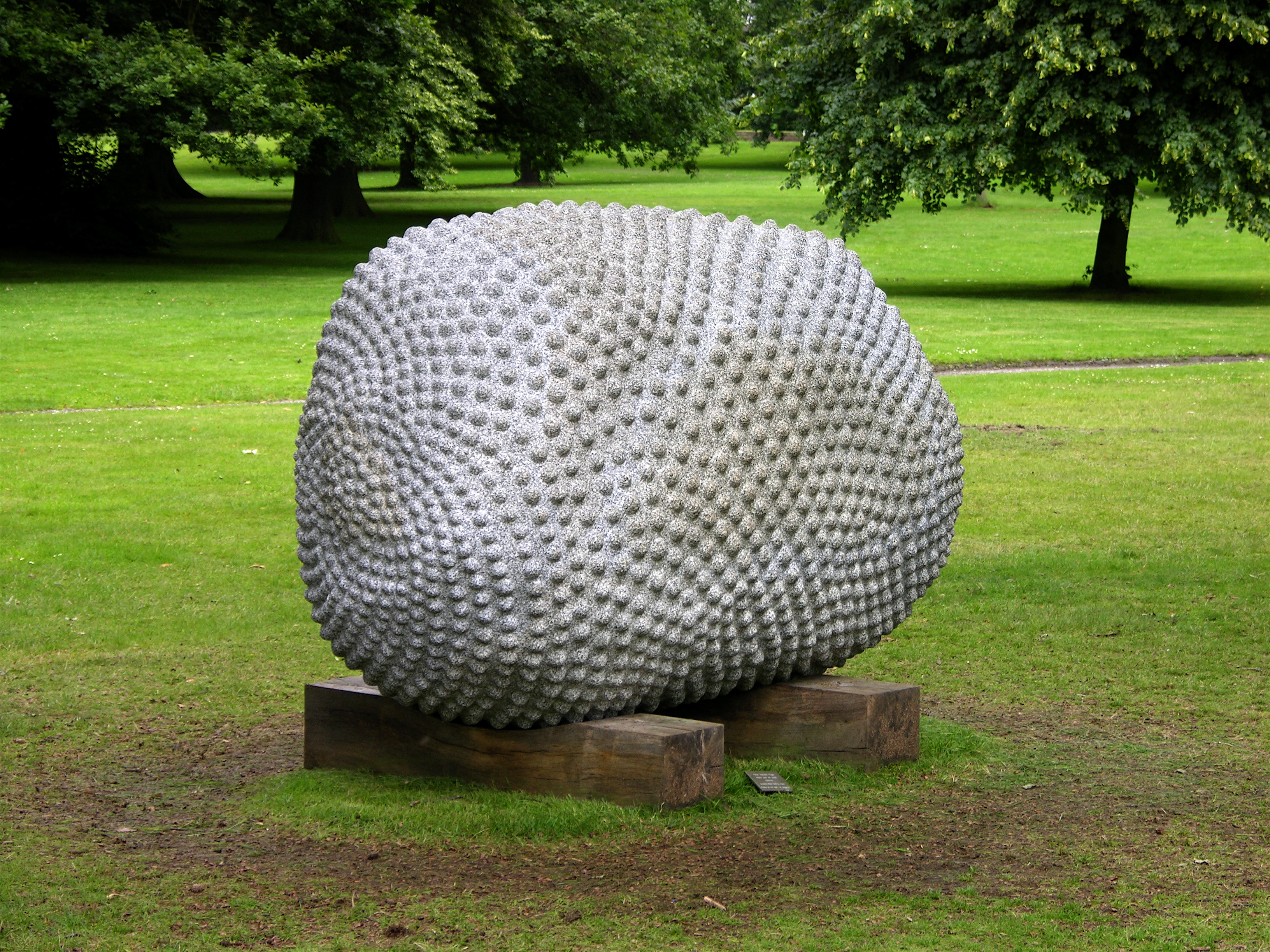
Skulptur im Yorkshire Sculpture Park
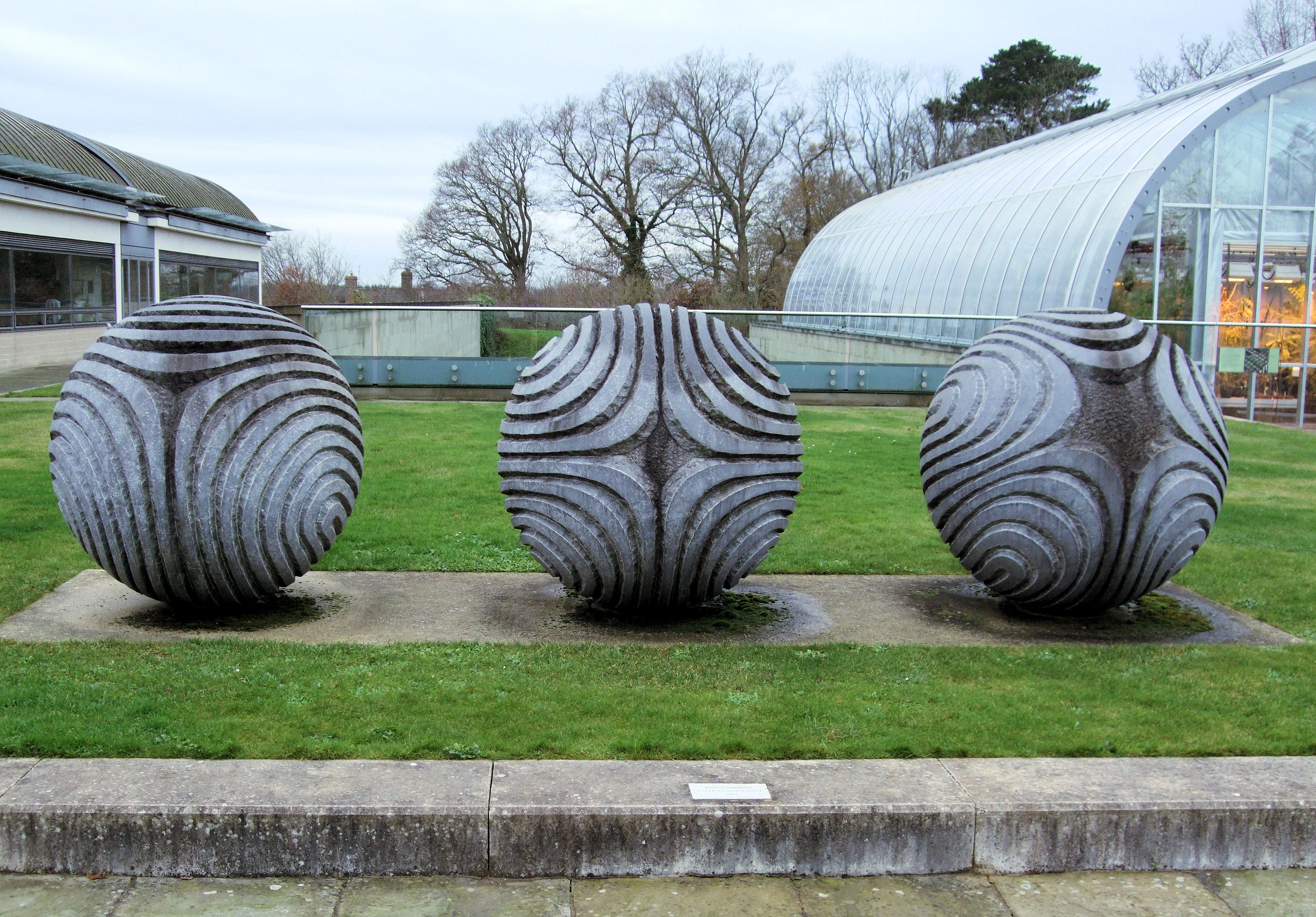
Innerer Zwang, Wakehurst Place
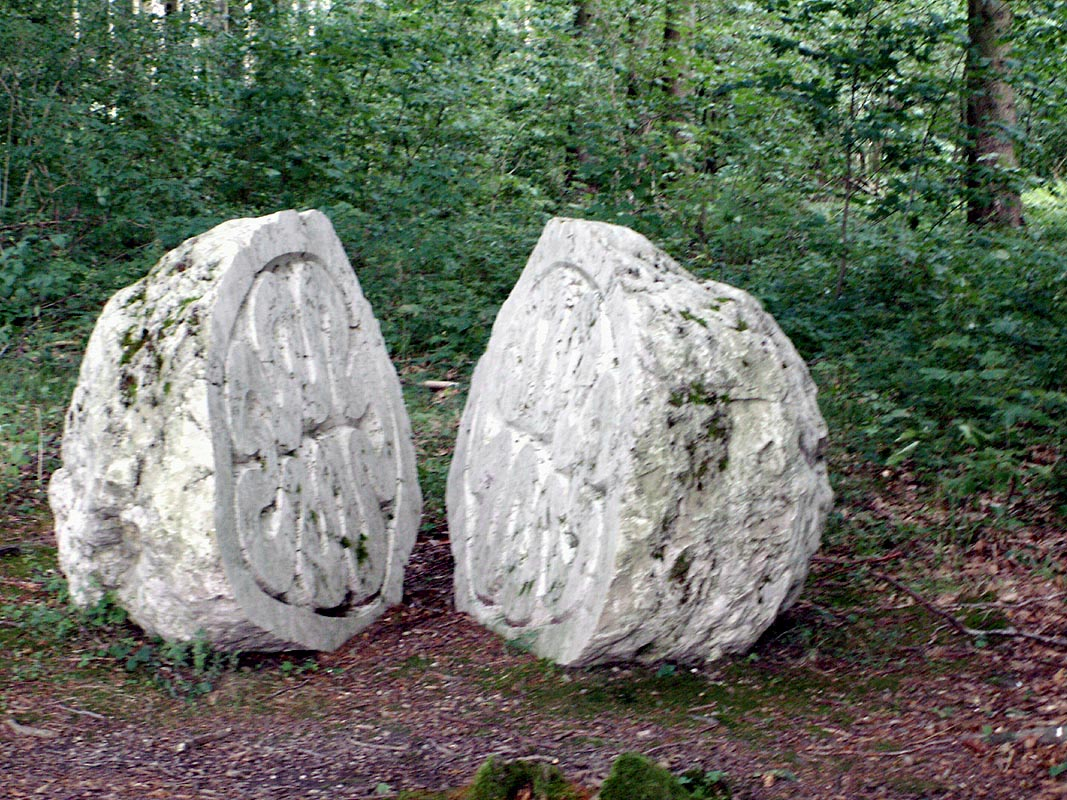
Federsteine, Oggelshausen
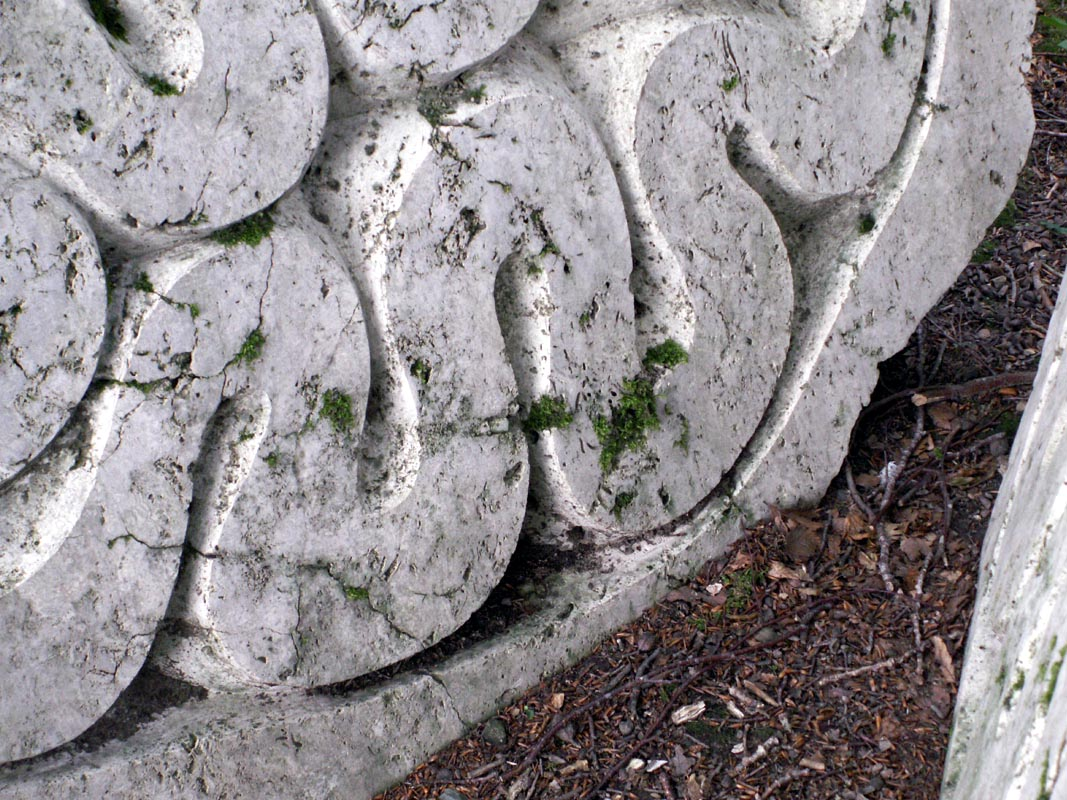
Detail: Federsteine

## Kataloge
- Peter Randall-Page. Sculpture and drawings 1977 - 1992. [Catalogue Raisonne compiled by Clive Adams. Essays by James Hamilton, Marina Warner.] Leeds, The Henry Moore Centre / Leeds City Art Centre, 1992.